# Lijst van Tweede Kamerleden 1881-1883
Lijst van Tweede Kamerleden 1881-1883 geeft een overzicht van de leden van de Nederlandse Tweede Kamer in de periode tussen de periodieke verkiezingen van 1881 en de periodieke verkiezingen van 1883. De zittingsperiode van de Tweede Kamer ging in op 19 september 1881 en eindigde op 16 september 1883.
De Tweede Kamer telde 86 leden, die gekozen werden in 43 districten. Zij werden gekozen voor een termijn van vier jaar; om de twee jaar werd de helft van de Tweede Kamer vernieuwd.
| Naam                                        | partij/groepering      | district         | begindatum        | einddatum         | refs    |
| ------------------------------------------- | ---------------------- | ---------------- | ----------------- | ----------------- | ------- |
| Herman des Amorie van der Hoeven            | schaepmannianen        | Breda            | 15-09-1879 [ e ]  | 16 september 1883 | [ 2 ]   |
| Jan Arnoldts                                | bahlmannianen          | Roermond         | 15-09-1879 [ e ]  | 19 december 1881  | [ 3 ]   |
| Matthias van Asch van Wijck                 | ARP                    | Amersfoort       | 15-09-1879 [ e ]  | 20 september 1882 | [ 4 ]   |
| Titus van Asch van Wijck                    | ARP                    | Zwolle           | 19 september 1881 | 10-10-1884 [ i ]  | [ 5 ]   |
| Antonius van Baar                           | bahlmannianen          | Eindhoven        | 19 september 1881 | 10-10-1884 [ i ]  | [ 6 ]   |
| Bernardus Bahlmann                          | bahlmannianen          | Tilburg          | 19 september 1881 | 10-10-1884 [ i ]  | [ 7 ]   |
| Jacob Bastert                               | conservatief-liberalen | Utrecht          | 15-09-1879 [ e ]  | 16 september 1883 | [ 8 ]   |
| Willem de Beaufort                          | liberalen              | Tiel             | 15-09-1879 [ e ]  | 16 september 1883 | [ 9 ]   |
| Willem Bergsma                              | kappeynianen           | Dokkum           | 15-09-1879 [ e ]  | 16 september 1883 | [ 10 ]  |
| Marinus Bichon van IJsselmonde              | ARP                    | Gouda            | 19 september 1881 | 10-10-1884 [ i ]  | [ 11 ]  |
| Philippus van Blom                          | liberalen              | Sneek            | 15-09-1879 [ e ]  | 16 september 1883 | [ 12 ]  |
| Pieter Blussé van Oud-Alblas                | liberalen              | Deventer         | 15-09-1879 [ e ]  | 16 september 1883 | [ 13 ]  |
| Ferdinand Borret                            | bahlmannianen          | Tilburg          | 15-09-1879 [ e ]  | 29 april 1882     | [ 14 ]  |
| Ferdinand Borret                            | bahlmannianen          | Tilburg          | 26 juni 1882      | 16 september 1883 | [ 14 ]  |
| Willem Brantsen van de Zijp                 | ARP                    | Zutphen          | 28 juni 1882      | 16 september 1883 | [ 15 ]  |
| Hubert Brouwers                             | bahlmannianen          | Boxmeer          | 15-09-1879 [ e ]  | 25 januari 1882   | [ 16 ]  |
| Hubert Brouwers                             | bahlmannianen          | Roermond         | 25 januari 1882   | 16 september 1883 | [ 16 ]  |
| Jacobus de Bruijn                           | bahlmannianen          | 's-Hertogenbosch | 19 september 1881 | 16 augustus 1883  | [ 17 ]  |
| Jacob de Bruijn Kops                        | kappeynianen           | Alkmaar          | 15-09-1879 [ e ]  | 16 september 1883 | [ 18 ]  |
| Age Buma                                    | kappeynianen           | Sneek            | 27 januari 1882   | 10-10-1884 [ i ]  | [ 19 ]  |
| Frederik van Bylandt                        | ARP                    | Amersfoort       | 8 november 1882   | 16 september 1883 | [ 20 ]  |
| François de Casembroot                      | conservatieven         | Delft            | 15-09-1879 [ e ]  | 16 september 1883 | [ 21 ]  |
| Jean Clercx                                 | bahlmannianen          | Boxmeer          | 2 maart 1882      | 16 september 1883 | [ 22 ]  |
| Jan Corver Hooft                            | conservatieven         | Almelo           | 15-09-1879 [ e ]  | 16 september 1883 | [ 23 ]  |
| Eppo Cremers                                | liberalen              | Zuidhorn         | 19 september 1881 | 10-10-1884 [ i ]  | [ 24 ]  |
| Alexander van Dedem                         | ARP                    | Zwolle           | 15-09-1879 [ e ]  | 16 september 1883 | [ 25 ]  |
| Willem van Dedem                            | liberalen              | Hoorn            | 19 september 1881 | 10-10-1884 [ i ]  | [ 26 ]  |
| Albertus van Delden                         | liberalen              | Deventer         | 19 september 1881 | 10-10-1884 [ i ]  | [ 27 ]  |
| Herman Dijckmeester                         | liberalen              | Tiel             | 19 september 1881 | 10-10-1884 [ i ]  | [ 28 ]  |
| Justus Dirks                                | liberalen              | Amsterdam        | 15-09-1879 [ e ]  | 2 maart 1883      | [ 29 ]  |
| Johannes Donner                             | ARP                    | Leiden           | 19 september 1881 | 10-10-1884 [ i ]  | [ 30 ]  |
| Daniël van Eck                              | liberalen              | Middelburg       | 19 september 1881 | 10-10-1884 [ i ]  | [ 31 ]  |
| Jan Fabius                                  | ARP                    | Delft            | 20 september 1881 | 10-10-1884 [ i ]  | [ 32 ]  |
| Warmold van der Feltz                       | liberalen              | Assen            | 15-09-1879 [ e ]  | 16 september 1883 | [ 33 ]  |
| Jan van Gennep                              | liberalen              | Rotterdam        | 19 september 1881 | 10-10-1884 [ i ]  | [ 34 ]  |
| Adriaan Gildemeester                        | liberalen              | Amsterdam        | 10 mei 1883       | 10-10-1884 [ i ]  | [ 35 ]  |
| Johan Gleichman                             | liberalen              | Amsterdam        | 15-09-1879 [ e ]  | 16 september 1883 | [ 36 ]  |
| Michel Godefroi                             | liberalen              | Amsterdam        | 15-09-1879 [ e ]  | 22 september 1881 | [ 37 ]  |
| Karel Godin de Beaufort                     | ARP                    | Gouda            | 14 november 1882  | 16 september 1883 | [ 38 ]  |
| Hendrik Goeman Borgesius                    | liberalen              | Winschoten       | 19 september 1881 | 10-10-1884 [ i ]  | [ 39 ]  |
| Leopold Haffmans                            | bahlmannianen          | Boxmeer          | 19 september 1881 | 10-10-1884 [ i ]  | [ 40 ]  |
| Willem van Heeckeren van Kell               | kappeynianen           | Zutphen          | 19 januari 1882   | 10-10-1884 [ i ]  | [ 41 ]  |
| Christianus Heydenrijck                     | bahlmannianen          | Nijmegen         | 19 september 1881 | 10 mei 1883       | [ 42 ]  |
| Sybrand Hingst                              | kappeynianen           | Leeuwarden       | 19 september 1881 | 10-10-1884 [ i ]  | [ 43 ]  |
| Petrus Holtzman                             | liberalen              | Amsterdam        | 19 september 1881 | 3 maart 1883      | [ 44 ]  |
| Pieter 't Hooft                             | ARP                    | Middelburg       | 27 januari 1882   | 16 september 1883 | [ 45 ]  |
| Samuel van Houten                           | liberalen              | Groningen        | 15-09-1879 [ e ]  | 16 september 1883 | [ 46 ]  |
| Idzerd van Humalda van Eysinga              | kappeynianen           | Dokkum           | 19 september 1881 | 10-10-1884 [ i ]  | [ 47 ]  |
| Wieger Idzerda                              | liberalen              | Sneek            | 19 september 1881 | 6 december 1881   | [ 48 ]  |
| Herman Insinger                             | conservatieven         | Almelo           | 19 september 1881 | 10-10-1884 [ i ]  | [ 49 ]  |
| Klaas de Jong                               | kappeynianen           | Hoorn            | 15-09-1879 [ e ]  | 16 september 1883 | [ 50 ]  |
| Johan de Jonge                              | ARP                    | Middelburg       | 15-09-1879 [ e ]  | 1 november 1881   | [ 51 ]  |
| Willem van der Kaay                         | kappeynianen           | Alkmaar          | 19 september 1881 | 10-10-1884 [ i ]  | [ 52 ]  |
| Jacob van Kerkwijk                          | liberalen              | Zierikzee        | 19 september 1881 | 10-10-1884 [ i ]  | [ 53 ]  |
| Levinus Keuchenius                          | ARP                    | Gorinchem        | 15-09-1879 [ e ]  | 16 september 1883 | [ 54 ]  |
| Herman Kist                                 | liberalen              | Amsterdam        | 19 september 1881 | 10-10-1884 [ i ]  | [ 55 ]  |
| Arthur Kool                                 | liberalen              | Arnhem           | 15-09-1879 [ e ]  | 16 september 1883 | [ 56 ]  |
| Jerôme Lambrechts                           | bahlmannianen          | Roermond         | 19 september 1881 | 10-10-1884 [ i ]  | [ 57 ]  |
| Lambertus Lenting                           | kappeynianen           | Zutphen          | 19 september 1881 | 20 november 1881  | [ 58 ]  |
| Franciscus Lieftinck                        | liberalen              | Leeuwarden       | 15-09-1879 [ e ]  | 16 september 1883 | [ 59 ]  |
| Gijsbertus van der Linden                   | liberalen              | Dordrecht        | 19 september 1881 | 10-10-1884 [ i ]  | [ 60 ]  |
| Æneas Mackay                                | ARP                    | Amersfoort       | 19 september 1881 | 10-10-1884 [ i ]  | [ 61 ]  |
| Theodoor Mackay                             | ARP                    | Hilversum        | 28 juni 1882      | 16 september 1883 | [ 62 ]  |
| Rudolf Mees                                 | liberalen              | Rotterdam        | 15-09-1879 [ e ]  | 16 september 1883 | [ 63 ]  |
| Willem de Meijier                           | kappeynianen           | Haarlem          | 15-09-1879 [ e ]  | 16 september 1883 | [ 64 ]  |
| Charles Mirandolle                          | kappeynianen           | Haarlem          | 19 september 1881 | 10-10-1884 [ i ]  | [ 65 ]  |
| Carel van Nispen tot Sevenaer               | bahlmannianen          | Nijmegen         | 15-09-1879 [ e ]  | 16 september 1883 | [ 66 ]  |
| Victor Nyst                                 | bahlmannianen          | Maastricht       | 19 september 1881 | 24 juni 1882      | [ 67 ]  |
| Lucas Oldenhuis Gratama                     | liberalen              | Assen            | 19 september 1881 | 10-10-1884 [ i ]  | [ 68 ]  |
| Joannes van Osenbruggen                     | liberalen              | Dordrecht        | 15-09-1879 [ e ]  | 16 september 1883 | [ 69 ]  |
| Jacob Patijn                                | liberalen              | Gouda            | 15-09-1879 [ e ]  | 10 oktober 1882   | [ 70 ]  |
| Jozef Pompe van Meerdervoort                | ARP                    | Goes             | 20 september 1881 | 10-10-1884 [ i ]  | [ 71 ]  |
| Frederic Reekers                            | schaepmannianen        | Haarlemmermeer   | 15-09-1879 [ e ]  | 16 september 1883 | [ 72 ]  |
| Otto van Rees                               | liberalen              | Rotterdam        | 15-09-1879 [ e ]  | 16 september 1883 | [ 73 ]  |
| Anthonie Reuther                            | bahlmannianen          | Nijmegen         | 20 juni 1883      | 10-10-1884 [ i ]  | [ 74 ]  |
| Joan Röell                                  | liberalen              | Utrecht          | 19 september 1881 | 10-10-1884 [ i ]  | [ 75 ]  |
| Karel Rombach                               | kappeynianen           | Brielle          | 15-09-1879 [ e ]  | 16 september 1883 | [ 76 ]  |
| Gustave Ruijs de Beerenbrouck               | bahlmannianen          | Maastricht       | 15-09-1879 [ e ]  | 16 september 1883 | [ 77 ]  |
| Derk de Ruiter Zijlker                      | liberalen              | Appingedam       | 15-09-1879 [ e ]  | 16 september 1883 | [ 78 ]  |
| Jan Rutgers van Rozenburg                   | kappeynianen           | Amsterdam        | 14 november 1881  | 16 september 1883 | [ 79 ]  |
| Alexander de Savornin Lohman                | ARP                    | Goes             | 15-09-1879 [ e ]  | 16 september 1883 | [ 80 ]  |
| Herman Schaepman                            | schaepmannianen        | Breda            | 19 september 1881 | 10-10-1884 [ i ]  | [ 81 ]  |
| Jan Schepel                                 | liberalen              | Appingedam       | 19 september 1881 | 10-10-1884 [ i ]  | [ 82 ]  |
| Rutger Schimmelpenninck van Nijenhuis       | conservatieven         | 's-Gravenhage    | 19 september 1881 | 10-10-1884 [ i ]  | [ 83 ]  |
| Alexander Schimmelpenninck van der Oye      | ARP                    | Hilversum        | 15-09-1879 [ e ]  | 1 mei 1882        | [ 84 ]  |
| Pierre van der Schrieck                     | bahlmannianen          | 's-Hertogenbosch | 4 oktober 1881    | 16 september 1883 | [ 85 ]  |
| Hendrik Seret                               | ARP                    | Gorinchem        | 19 september 1881 | 18 januari 1882   | [ 86 ]  |
| Hendrik Seret                               | ARP                    | Gorinchem        | 27 februari 1882  | 10-10-1884 [ i ]  | [ 86 ]  |
| Cornelis Sickesz                            | liberalen              | Zutphen          | 15-09-1879 [ e ]  | 14 november 1882  | [ 87 ]  |
| Philipe van der Sleyden                     | liberalen              | Arnhem           | 19 september 1881 | 10-10-1884 [ i ]  | [ 88 ]  |
| Wynandus Straetmans                         | bahlmannianen          | Maastricht       | 28 juni 1882      | 10-10-1884 [ i ]  | [ 89 ]  |
| Johannes Tak van Poortvliet                 | kappeynianen           | Amsterdam        | 19 september 1881 | 10-10-1884 [ i ]  | [ 90 ]  |
| Gijsbert Thomassen à Thuessink van der Hoop | ARP                    | Steenwijk        | 27 april 1882     | 16 september 1883 | [ 91 ]  |
| Jan Thomassen à Thuessink van der Hoop      | ARP                    | Steenwijk        | 15-09-1879 [ e ]  | 19 maart 1882     | [ 92 ]  |
| Petrus Vermeulen                            | bahlmannianen          | Eindhoven        | 15-09-1879 [ e ]  | 16 september 1883 | [ 93 ]  |
| Willem Viruly Verbrugge                     | liberalen              | Rotterdam        | 19 september 1881 | 10-10-1884 [ i ]  | [ 94 ]  |
| Antonius Vos de Wael                        | schaepmannianen        | 's-Hertogenbosch | 17 september 1883 | 10-10-1884 [ i ]  | [ 95 ]  |
| Jan de Vos van Steenwijk                    | liberalen              | Winschoten       | 15-09-1879 [ e ]  | 16 september 1883 | [ 96 ]  |
| Otto van Wassenaer van Catwijck             | ARP                    | Leiden           | 15-09-1879 [ e ]  | 16 september 1883 | [ 97 ]  |
| Roeland van de Werk                         | liberalen              | Zevenbergen      | 19 september 1881 | 10-10-1884 [ i ]  | [ 98 ]  |
| Hendrikus Wichers                           | kappeynianen           | Amsterdam        | 19 september 1881 | 10-10-1884 [ i ]  | [ 99 ]  |
| Willem Wintgens                             | conservatieven         | 's-Gravenhage    | 15-09-1879 [ e ]  | 16 september 1883 | [ 100 ] |
| Schelte Wybenga                             | liberalen              | Sneek            | 19 september 1881 | 10-10-1884 [ i ]  | [ 101 ] |

1815-1818 ·
1818-1821 ·
1821-1824 ·
1824-1827 ·
1827-1830 ·
1830-1833 ·
1833-1836 ·
1836-1839 ·
1839-1842 ·
1842-1845 ·
1845-1848 ·
1848-1849 ·
1849-1850 ·
1850-1852 ·
1852-1853 ·
1853-1854 ·
1854-1856 ·
1856-1858 ·
1858-1860 ·
1860-1862 ·
1862-1864 ·
1864-1866 ·
1866 (sep) ·
1866-1868 ·
1868-1869 ·
1869-1871 ·
1871-1873 ·
1873-1875 ·
1875-1877 ·
1877-1879 ·
1879-1881 ·
1881-1883 ·
1883-1884 ·
1884-1886 ·
1886-1887 ·
1887-1888 ·
1888-1891 ·
1891-1894 ·
1894-1897 ·
1897-1901 ·
1901-1905 ·
1905-1909 ·
1909-1913 ·
1913-1917 ·
1917-1918 ·
1918-1922 ·
1922-1925 ·
1925-1929 ·
1929-1933 ·
1933-1937 ·
1937-1946 ·
1946-1948 ·
1948-1952 ·
1952-1956 ·
1956-1959 ·
1959-1963 ·
1963-1967 ·
1967-1971 ·
1971-1972 ·
1972-1977 ·
1977-1981 ·
1981-1982 ·
1982-1986 ·
1986-1989 ·
1989-1994 ·
1994-1998 ·
1998-2002 ·
2002-2003 ·
2003-2006 ·
2006-2010 ·
2010-2012 ·
2012-2017 ·
2017-2021 ·
2021-2023 ·
2023-heden
Overzicht historische zetelverdeling